# 勝利獎券
勝利獎券（日语：ウイニングチケット），是日本純種競賽馬匹。生涯活躍於中距離賽事，曾勝出1993年東京優駿（日本打吡），與成田大進及琵琶晨光一同被稱爲「93世代三強」或「BNW三強」。

## 出賽前
1990年3月21日出生於北海道靜內町（今新日高町）藤原牧場，成長途中被馬主太田美實購入。
其後交由栗東訓練中心練馬師伊藤雄二訓練。

## 競賽生涯

### 3歲（現2歲）
1992年9月6日出戰函館競馬場2歲新馬戰，然而於其中僅獲第五。
9月13日以連戰姿態出戰另外一場2歲新馬戰，於直路途中率先衝出之下以1 1/4馬位獲得首勝。
其後出戰條件戰葉牡丹賞，於慢步速下選擇於後方位置追走，第三彎道時候開始逐步發力，成功於第四彎道進佔先頭位置。進入直路後，其隨即加速衝刺，最終拋離後方之下以4馬位優秀取得勝利。
12月28日出戰公開賽希望錦標，於直路上進佔有利位置之下成功衝出拋離對手，最終以3馬位優勢取得三連勝。

### 4歲（現3歲）
1993年年初以彌生賞作爲年度首戰，賽前壓贏一衆對手取得第一人氣。比賽開始後，其選擇於後方位置等待時機，於第三彎道時抽出外檔準備加速。進入直路後，其於望空的姿態下成功衝出，最終保持速度下以2馬位優勢、破紀錄的2分1.0秒時間取得首個分級賽冠軍。
4月18日出戰皋月賞，因其勝出前哨戰而於賽前獲得第一人氣支持。比賽開始後，其於慢步速之下在後方位置追走，於比賽途中不斷進行長距離加速爬升，於最後彎道時經已處於第二的位置。進入直路後，其成功衝出並處於領先的位置，然而於力弱失速之下被後方賽駒超越，最終以第五名衝衝線，其後由於第三名衝線的Galeon存在犯規被貶至第八，其得以遞補至第四。
5月30日出戰東京優駿，雖然其於皋月賞失利僅獲得第五，但由於其爲本次比賽除成田大進外唯一的分級賽優勝馬，因而仍然獲得第一人氣。比賽開始後，由於其處於第10檔中檔位置，比賽初段其並不急於搶佔位置，而是逐步抽入內欄中團靠後位置，並於平均的步速中以穩定的節奏推進。通過第四彎道時候，衆多賽駒選擇繞出外檔避開爛地，但此時騎師柴田政人並未跟隨前方賽駒行動，而是保持鎮定繼續指揮勝利獎券於內檔位置行進。進入直路後，由於其他賽駒基本上處於外檔位置，其成功由空曠的內欄加速衝出，並於處於外檔的琵琶晨光及成田大進展開對先頭的爭奪，最終於勝利獎券率先透出之下，其以1/2馬位壓贏對手，贏得首個一級賽冠軍之餘亦爲騎師柴田帶來首個打吡優勝。
其後於經過放草，於10月17日出戰京都新聞盃，直路初段保持於內欄爲推進，最後200米時抽出外檔加速，最終於其爆發末腳之下成功於最後關頭超越Maillot Jaune取得勝利。
11月7日出席菊花賞，於其中未能在直路上壓過琵琶晨光及Stage Champ，最終以第三完賽。
11月28日出戰日本盃，面對衆多年長馬匹之下其發揮不俗，最終僅落後於昔日世界及高大山跑獲一席第三。
其後出戰有馬紀念，雖然比賽初段以良好節奏於先頭位置推進，但進入直路後未能響應騎師柴田的指示繼續加速，最終失速之下以第十一大敗。

### 5歲（現4歲）
1994年年初其身體狀態不佳而於整個春季決戰比賽，進行休養的同時亦接受笹針治療。
7月10日其於高松宮盃復出，雖然賽前獲得第一人氣支持，然而於比賽途中未能發揮以往水準，最終以第五完賽。
其後出戰產經賞，改由武豐策騎。比賽開始後，其於約莫第六的位置展開推進，並於比賽途中逐步推前至到第三。進入直路後，其隨即以優秀的反應進行加速並衝出，可惜仍然未能超越率先處於前方的琵琶晨光，以1 3/4馬位差距落敗得第二。
10月30日出戰秋季天皇賞，然而於直路上再度因失速而沉底，最終僅獲得第八。
賽後陣營認爲其比賽中的狀態有異，安排其進行詳細檢查後確認爲肌腱炎，最終於相關人士商討過後決定安排其退役。

### 詳細賽績
| 日期       | 舉辦國家 | 馬場 | 距離   | 級別 | 賽事名稱   | 負重 | 騎師     | 馬號 | 出馬 | 名次 | 時間   | 頭馬（二馬）       |
| ---------- | -------- | ---- | ------ | ---- | ---------- | ---- | -------- | ---- | ---- | ---- | ------ | ------------------ |
| 6/9/1992   | 日本     | 函館 | 草1200 |      | 3歲新馬    | 53   | 柴田政人 | 7    | 14   | 5    | 1.16.4 | Multi              |
| 13/9/1992  | 日本     | 函館 | 草1700 |      | 3歲新馬    | 53   | 横山典弘 | 7    | 12   | 1    | 1.48.8 | （Hinode Cross O） |
| 6/12/1992  | 日本     | 中山 | 草2000 |      | 葉牡丹賞   | 54   | 田中勝春 | 9    | 9    | 1    | 2.02.1 | （Major Winner）   |
| 27/12/1992 | 日本     | 中山 | 草2000 | OP   | 希望錦標   | 55   | 柴田政人 | 4    | 7    | 1    | 2.02.3 | （Maillot Jaune）  |
| 7/3/1993   | 日本     | 中山 | 草2000 | GIi  | 彌生賞     | 55   | 柴田政人 | 10   | 11   | 1    | 2.00.1 | （成田大進）       |
| 18/4/1993  | 日本     | 中山 | 草2000 | GI   | 皋月賞     | 57   | 柴田政人 | 4    | 18   | 4    | 2.00.6 | 成田大進           |
| 30/5/1993  | 日本     | 東京 | 草2400 | GI   | 東京優駿   | 57   | 柴田政人 | 10   | 18   | 1    | 2.25.5 | （琵琶晨光）       |
| 17/10/1993 | 日本     | 京都 | 草2200 | GII  | 京都新聞盃 | 57   | 柴田政人 | 4    | 10   | 1    | 2.13.3 | （Maillot Jaune）  |
| 7/11/1993  | 日本     | 京都 | 草3000 | GI   | 菊花賞     | 57   | 柴田政人 | 9    | 18   | 3    | 3.05.7 | 琵琶晨光           |
| 28/11/1993 | 日本     | 東京 | 草2400 | GI   | 日本盃     | 55   | 柴田政人 | 2    | 16   | 3    | 2.24.6 | 昔日世界           |
| 25/12/1993 | 日本     | 中山 | 草2500 | GI   | 有馬紀念   | 55   | 柴田政人 | 11   | 14   | 11   | 2.32.6 | 東海帝王           |
| 10/7/1994  | 日本     | 中京 | 草2000 | GII  | 高松宮盃   | 59   | 柴田善臣 | 5    | 13   | 5    | 2.01.7 | 優秀素質           |
| 18/9/1994  | 日本     | 中山 | 草2200 | GIII | 產經賞     | 57   | 武豐     | 3    | 8    | 2    | 2.14.8 | 琵琶晨光           |
| 30/10/1994 | 日本     | 東京 | 草2000 | GI   | 秋季天皇賞 | 58   | 武豐     | 9    | 13   | 8    | 1.59.2 | Nehai Caesar       |

## 退役後
退役後，勝利獎券成爲了配種馬，於北海道靜內町（今新日高町）靜內Stallion Station休養，在1995年進行配種。首批子嗣於1996年出生。首批子嗣可於1998年出賽。1999年12月25日，Berg Ticket在妖精錦標取勝，成爲首匹勝出分級賽的子嗣。
2004年，由於靜內Stallion Station關閉，其被轉移至到同町的Arrow Stud繼續作配種馬之用。
2005年配種季節過後，其由配種馬退役，並前往北海道浦河町浦河優駿度假村AERU以功勞馬身份進行養老生活。
2019年9月18日，浦河優駿度假村AERU的職員發現其被剪去一處毛髮，同樣被害的有於北海道日高町日西牧場養老的琵琶晨光、及於和日西牧場同町的凡爾賽牧場養老的大樹快車和玫瑰帝國。此大規模惡意事件發生後隨即引起相關人士及日本社會的關注，導致衆多牧場及馬房改革參觀時的規矩，如凡爾賽牧場收緊了參觀者的資格，而琵琶晨光所在的日西牧場更於其後直接拒絕開放給予外來人士。
2021年8月18日，因昔日世界衰老死亡，其以時年31歲成爲現存最長壽的一級賽優勝馬。
2023年2月18日，其於養老地因腹絞痛死亡，享年33歲。

### 主要子嗣

#### 分級賽優勝子嗣
1997年生
- Berg Ticket（妖精錦標）

## 血統簡介
父系爲愛爾蘭生產的意大利賽駒東來兵，曾勝出凱旋門大賽，退役後於日本配種，和週日寧靜及百仁時間被一同稱爲改變日本賽馬的三匹種馬。祖父Kampala爲英國賽駒，生涯戰績不俗，曾勝出三級賽。
母系Powerful Lady爲日本馬匹，生涯無出賽紀錄。外祖父丸善斯基爲日本賽駒，生涯八戰全勝，因其無敵的領放戰術令其於八場賽事中總計拋離對手61馬位而被稱爲「超級跑車」，更於1990年成爲日本中央競馬會第20匹殿堂馬。

### 血統表
| 父線：Zeddaan系（Grey Sovereign系）         |                              |               |               |
| 種馬 東來兵 1983年（棗色）                  | Kampala 1976年（栗色）       | Kalamoun      | Zeddaan       |
| 種馬 東來兵 1983年（棗色）                  | Kampala 1976年（栗色）       | Kalamoun      | Khairunissa   |
| 種馬 東來兵 1983年（棗色）                  | Kampala 1976年（栗色）       | State Pension | Only for Life |
| 種馬 東來兵 1983年（棗色）                  | Kampala 1976年（栗色）       | State Pension | Lorelei       |
| 種馬 東來兵 1983年（棗色）                  | Severn Bridge 1965年（棗色） | Hornbeam      | Hyperion      |
| 種馬 東來兵 1983年（棗色）                  | Severn Bridge 1965年（棗色） | Hornbeam      | Thicket       |
| 種馬 東來兵 1983年（棗色）                  | Severn Bridge 1965年（棗色） | Priddy Fair   | Preciptic     |
| 種馬 東來兵 1983年（棗色）                  | Severn Bridge 1965年（棗色） | Priddy Fair   | Campanette    |
| 繁殖雌馬 Powerful Lady 1981年（深棗色）     | 丸善斯基 1979年（棗色）      | 尼真斯基      | 北地舞人      |
| 繁殖雌馬 Powerful Lady 1981年（深棗色）     | 丸善斯基 1979年（棗色）      | 尼真斯基      | Flaming Page  |
| 繁殖雌馬 Powerful Lady 1981年（深棗色）     | 丸善斯基 1979年（棗色）      | Shill         | Buckpasser    |
| 繁殖雌馬 Powerful Lady 1981年（深棗色）     | 丸善斯基 1979年（棗色）      | Shill         | Quill         |
| 繁殖雌馬 Powerful Lady 1981年（深棗色）     | Roch Tesco 1975年（棗色）    | Tesco Boy     | Princely Gift |
| 繁殖雌馬 Powerful Lady 1981年（深棗色）     | Roch Tesco 1975年（棗色）    | Tesco Boy     | Suncourt      |
| 繁殖雌馬 Powerful Lady 1981年（深棗色）     | Roch Tesco 1975年（棗色）    | Star Roch     | Harroway      |
| 繁殖雌馬 Powerful Lady 1981年（深棗色）     | Roch Tesco 1975年（棗色）    | Star Roch     | Corona        |
| 雌系：號族：11-c                            |                              |               |               |
| 五代內近親交配：Hyperion 4×5、Nasrullah 5×5 |                              |               |               |

## 命名由來
名字中，Winning（ウイニング）即是「勝利」的意思，Ticket（チケット）就是投注馬匹時候的彩票，香港則翻譯为「獎券」。

## 外部連結
- 勝利獎券 netkeiba.com （页面存档备份，存于）
- 血統表 （页面存档备份，存于）